# Саміт Америк

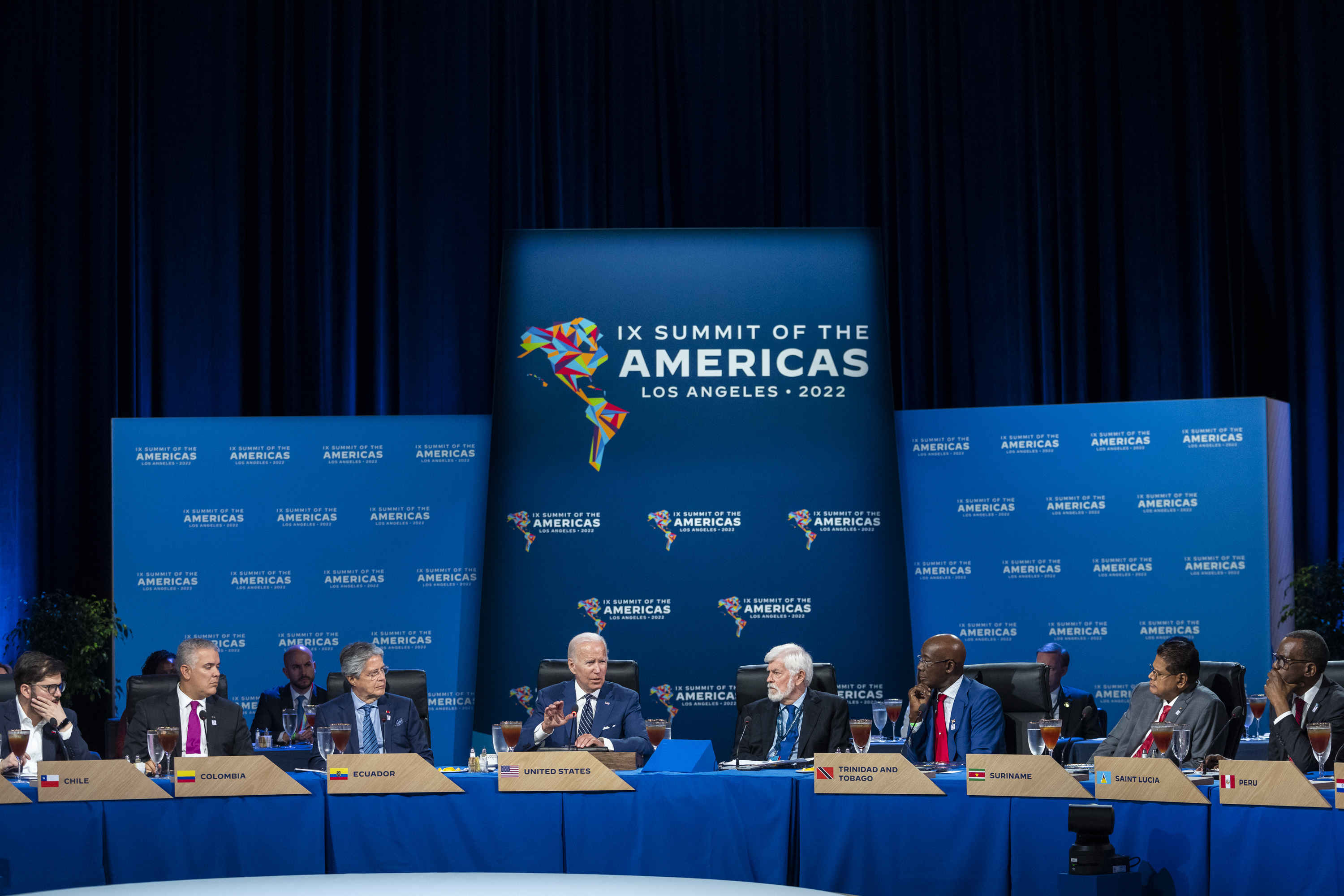
Президент США Джо Байден із лідерами американських держав під час 9-го Саміту Америк в Лос-Анджелесі, США, червень 2022

Саміт Америк (з англ. Summits of the Americas) — регулярні зустрічі в рамках Організації американських держав (ОАД), де збираються лідери країн Північної, Південної, Центральної Америки та Карибського басейну. Вперше саміт був проведений у 1994 році в Маямі, США за ініціативи американського президента Білла Клінтона. З того часу подібні зустрічі набули регулярного характеру. Основними цілями Саміту Америк є сприяння тісній співпраці країн регіону в сфері економіки, налагодження діалогу між зацікавленими сторонами (стейкхолдерами), активними діячами громадянського суспільства та представниками уряду, заохочення й підтримка розвитку держав на основі демократичних цінностей, фундаментальних свобод, повазі до праці та вільному підприємництві.

## Історія
У грудні 1994 року США ініціювали перший Саміт Америк, що був проведений у Маямі, з метою «сприяти економічному зростанню та процвітанню всіх американських держав, що базується на спільних демократичних цінностях та бажанні збільшити об'єми комерційної діяльності й торгівлі, щоб покращити якість життя всіх людей та зберегти природні ресурси для майбутніх поколінь». Зважаючи на те, що до цього останній подібний саміт проводився в 1967 році в Уругваї, який зібрав більшість лідерів регіону, деякі держави Західної півкулі не брали в ньому участі, такі як Канада та більшість країн Карибського регіону, тому Саміт Америк 1994 року був першим масштабним зібранням із тих часів. Зустріч стала одним з найбільших міжнародних майданчиків для переговорів на найвищому рівні між очільниками держав Північної, Південної, Центральної Америки та Карибського басейну. З цього часу Саміт Америки став проводитися регулярно, раз на 3-4 роки: Сантьяго, Чилі (1998), Квебек, Канада (2001), Мар-дель-Плата, Аргентина (2005), Порт-оф-Спейн, Тринідад і Тобаго (2009), Картахена, Колумбія (2012), місто Панама, Панама (2015), Ліма, Перу (2018), Лос-Анджелес, США (2022) та спеціальний саміт у Монтеррей, Мексика (2004).

## Країни-члени
Країнами-членами Саміту Америк є всі 35 країн-членів Організації американських держав: Антигуа і Барбуда, Аргентина, Багамські острови, Барбадос, Беліз, Болівія, Бразилія, Венесуела, Гаїті, Гондурас, Гаяна, Гватемала, Гренада, Домініка, Домініканська Республіка, Еквадор, Ель Сальвадор, Канада, Колумбія, Коста-Рика, Куба, Мексика, Нікарагуа, Панама, Парагвай, Перу, Сент-Вінсент і Гренадини, Сент-Кітс і Невіс, Сент-Люсія, Сполучені Штати Америки, Суринам, Тринідад і Тобаго, Уругвай, Чилі, Ямайка.

## Учасники
Саміт Америк став платформою для взаємодії та співпраці не лише очільників держав Західної півкулі чи представників їхніх урядів, а й активних громадських діячів, представників недержавних організацій, громадянського суспільства та окремих бізнесів тощо, для яких були створені спеціальні форуми у рамках зустрічі. Це сприяло налагодженню взаєморозуміння та співробітництва між трьома секторами: державним, комерційним та громадським. Основними учасниками заходу є:
- очільники держав, голови урядів, міністри закордонних справ та інші офіційні особи. Держава, яка приймає Саміт Америк, виконує функції голови саміту, а попередній господар — заступника;
- керівники міжнародних організацій, які доклалися до проведення зустрічі;
- державні координатори - важливий центр управління для забезпечення належної роботи саміту;
- секретаріат процесу Саміту Америк при ОАД[4];
- представники громадянського суспільства та бізнесу («стейкхолдерс» або «зацікавлені сторони»). Вони включають приватний сектор, громадських активістів, керівників підприємств, молодих підприємців, представників корінних народів та інших вразливих груп суспільства тощо.

Усі ці заходи сприяють налагодженню діалогу між виразниками різних думок й ідей та націлені на розроблення плану для вирішення наявних критично-важливих проблем, що турбують усі американські держави.

## Саміти

### Перший саміт Маямі, США, 1994
Зустріч була ініційована США з метою реорганізації міжамериканських відносин після завершення Холодної війни та жорсткої конфронтації, укладення нового порядку денного, який базувався на спільних демократичних цінностя, вільній торгівлі та реакції на глобалізацію. Було прийнято рішення про регулярність проведення подібних самітів аби сприяти виробленню практичних ідей для вирішення критичних питань, систематизувати подібний характер відносин та виробити скоординований план дій щодо розвитку регіону й побудови сильних економік.

### Другий саміт Сантьяго, Чилі, 1998
Однією з ініціатив у розділі Плану дій щодо подальших заходів Саміту Америки було покладено на ОАД відповідальність за збереження «інституційної пам’яті процесу» та надання технічної підтримки.

### Третій саміт Квебек, Канада, 2001
На цій зустрічі ОАД офіційно призначили секретаріатом процесу Саміту Америк. Завдяки цьому захід перестав включати лише перемовини між лідерами держав регіону, а охопив й інших діячів, таких як міністрів закордонних справ; розширив порядок денний, до якого увійшли нові теми для обговорень: основи демократії та права людини, освіта, боротьба з тероризмом та корупцією, наука і технології, культура, справедливість, сталий розвиток, туризм тощо. Крім того, до цього процесу було залучено громадянське суспільство, міжамериканські інституції та Світовий банк тощо. Саміт дав поштовх процесу координації між цими інституціями та більшого залучення інших секторів суспільства.

### Четвертий саміт Мар-дель-Плата, Аргентина, 2005
Тема зустрічі: «Створення робочих місць для боротьби з бідністю та зміцнення демократичного управління» (ориг. “Creating Employment to Confront Poverty and Strengthen Democratic Governance”). На цьому та попередньому саміті активно обговорювалися теми глобалізації та вільної торгівлі й їхній вплив на розвиток регіону. Це викликало масові анти-глобалізаційні протести та виступи проти зони вільної торгівлі в американському регіоні. Також були встановлені багатосторонні механізми подальшої діяльності в рамках процесу Саміту.

### Дев'ятий саміт Лос-Анджелес, США 2022

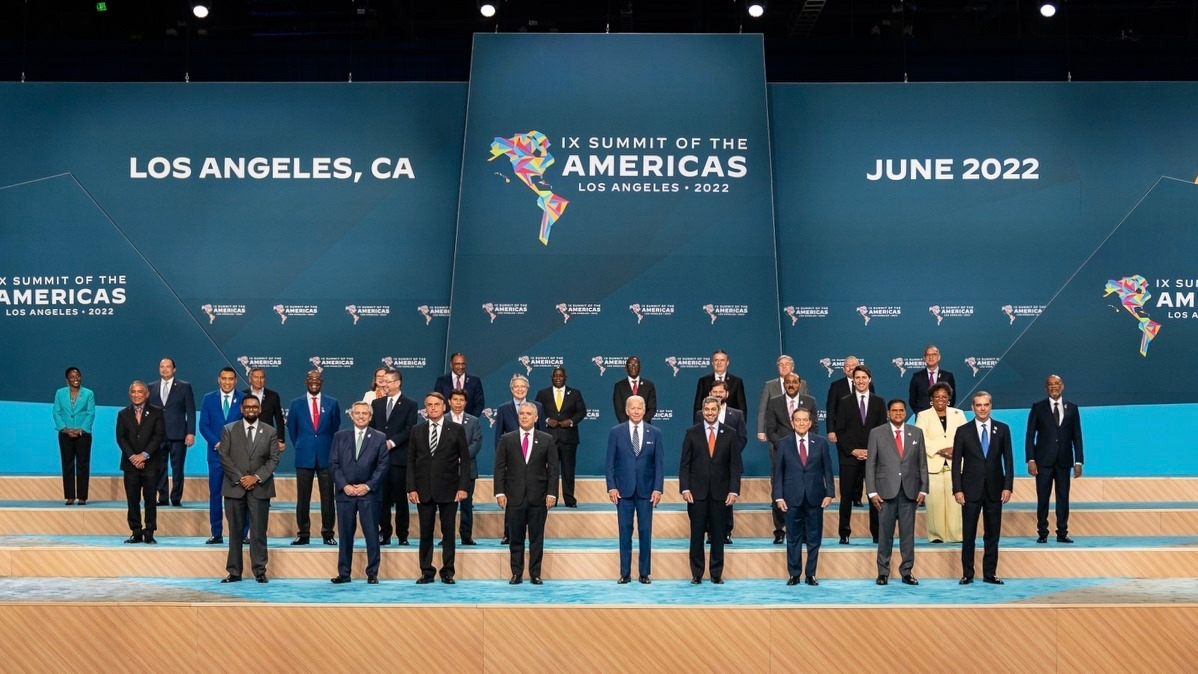
Групове фото представників на 9-му Саміті Америк у Лос-Анджелесі, США, червень 2022

Темою саміту стала «Побудова сталого, стійкого та справедливого майбутнього» (ориг. “Building a Sustainable, Resilient, and Equitable Future”). На зустріч не були запрошені лідери Венесуели, Нікарагуа та Куби через те, що вони були недемократично обраними очільниками держав; представники Сент-Кітс і Невіс не були присутніми. У рамках саміту проводили Дев'ятий Форум громадянського суспільства, Шостий Форум Молоді Америки і Четвертий саміт CEO Америки. Активно обговорювалася тема COVID-19 та його наслідків у регіоні, особливо у сферах здоров’я, освіти, економіки тощо. Не оминули увагою й зміни клімату, сучасні виклики для демократії та важливість співпраці політичного сектору з громадянським суспільством.